# Stan Laurel
Stan Laurel, født Arthur Stanley Jefferson 16. juni 1890 i Ulverston, Lancashire, Storbritannien, død 23. februar 1965 i Santa Monica, Los Angeles, Californien), var en britisk-amerikansk skuespiller og komiker. Han var den ene halvdel i komikerduoen Gøg og Gokke. I sine tidligere film på egen hånd havde Laurel for det meste klovneroller.  

## Liv
Stan Laurel var søn af Arthur J. Jefferson (1862-1949) og Margaret "Madge" Jefferson (1860-1908). Begge forældrene havde en baggrund som skuespillere, og faderen var desuden producer, regissør og agent over mange år. Laurel debuterede på scenen som 16-åring på et lille teater i Glasgow, Skotland, og i de følgende år spillede han både drama og komedie, og dansede og klovnede på varietéscenerne. Særlig faderen fremmede sønnens færdigheder. På grund af at forældrene havde travlt med deres arbejde, boede Stan ofte hos sin bedstemor Sarah. Senere tog familien til Glasgow, hvor Stan afsluttede sin gymnasieuddannelse på Rutherglen Academy i nærheden af Glasgow. Laurel havde fire søskende, tre brødre og en søster: Gordon (1885–1938), Beatrice (1894–1978), Sydney (1899–1899, pludselig vuggedød) og Edward (1900–1933).
Fra 1919 til 1925 levede Stan Laurel sammen med sin teater- og filmpartner Mae Dahlberg (1888-1969) (Kunstnernavn: Mae Laurel). Han var gift fem gange, først fra 1926 til 1935 med Lois Neilson. Fra dette ægteskab kom der tre børn, datteren Lois jr. (1927–2017) og sønnen Robert Stanley, som kort efter sin fødsel i 1930 døde. Som følge heraf forfaldt han til tider til alkohol. I slutningen af 1933 døde hans broder Edward, kaldt Ted, efter en tandbehandling af en overdosis lattergas.Laurel havde i 1920erne mindre roller i filmkomedier, som f.eks. butleren 'The Lucky Dog. Stans ældste broder Gordon begik i oktober 1938 selvmord som 53 årig.
1935, i  samme år han blev skilt fra Neilson, giftede Laurel sig med Virginia Rogers. Dette ægteskab holdt til 1937. Fra 1938 til 1940 var han gift med Vera Shuvalova. Derefter giftede han sig for anden gang med Virginia Rogers. Dette ægteskab varede fra 1940 til 1946. Det femte ægteskab indgik Laurel i 1946 med den russiske sangerinde og skuespiller Ida K. Laurel (født Ida Kitaeva) (1899–1980). Dette ægteskab holdt indtil hans død. 
Under indspilningen i 1950 af filmen Atoll K fik Laurel diagnosen prostatakræft. 
Oliver Hardys død den 7. august 1957 var for Stan et svært skæbneslag. På grund af sin dårlige sundhedstilstand, kom han ikke med til vennen Oliver Hardys begravelse. Stan Laurel overlevede sin partner i syv og et halvt år og døde den 23. februar 1965 efter en blodprop i en alder af 74 år. Kun få minutter før sin død fortalte Laurel til sygeplejersken, at han lige nu kunne tænke sig at løbe på ski. Sygeplejersken svarede, at hun ikke vidste at han var skiløber. Laurel svarede derpå: „er jeg ikke – men det ville jeg hellere gøre end det her.“ Få minutter senere kom sygeplejersken ind til ham igen og opdagede, at han fredeligt var sovet ind.

## Karriere

### Teater
Sin første teateroptræden havde Stanley Jefferson allerede i en alder af ni år, sin professionelle debut fik han som 16-årig i varietéteatret Britannia Music Hall i Glasgow. Mens Stanley arbejdede som solist i en pantomimegruppe.
1910 sluttede Laurel sig til Fred Carnos teatergruppe som Charles Chaplins stedfortræder og rejste med til USA på gruppens første turné der. Gruppen vendte tilbage til USA i 1912, og da de andre siden rejste tilbage til England valgte Laurel i 1914 at blive i USA. Sammen med Alice og Baldwin Cooke dannede han mellem 1916 og 1918 en komikertrio. 1917 traf han Mae Dahlberg og optrådte sammen med hende på varietéer.

### Solokarriere i stumfilmene
1917 fik Laurel sin filmdebut i filmen Nuts in May, den eneste offentliggørelse af studiet Bernstein Productions. Fra denne  kortfilm er der kun bevaret scenerne, som nogen år senere blev genanvendt til filmen Mixed Nuts i en længere sekvens, som foregik i en café. Laurel genbrugte nogle af de komiske indslag fra Nuts in May i Just Rambling Along. Efter at have optrådt i stumfilmerien Hickory Hiram, medvirkede Laurel i 1918 for produktionsselskabet Vitagraph i tre af komikeren Larry Semons (1889-1928) kortfilm. Den sidste af dem, Frauds and Frenzies, viser Semon og Laurel som en velfungerende komikerduo. At det ikke udviklede sig til et tættere samarbejde, skyldtes at studiet i slutningen af drejearbejdet for en kortere tid blev lukket på grund af en influenzaepidemi. 
I det samme tidsrum lærte han producenten Hal Roach at kende, som han var aktiv for i 1918 og 1919, hvor han i de fem enaktere Toto the Clown erstattede den oprindelige engagerede skuespiller Armando Novello (1889–1938). I disse film havde Laurel som i de fleste af sine andre film også hovedrollen, dog kun med en moderat succes. Efter en længere pause havde han hovedrollerne i Laurel-kortfilmene for Sun-Lite Pictures, Amalgamated og Quality Film. De vigtigste af dem var The Lucky Dog, der indeholder de første fælles scener med Laurel og Hardy, treakterne Mud and Sand, en parodi af Rudolph Valentino-film Blood and Sand. Genreparodierne blev til en af den unge komikers specialiteter. 
I 1961 fik han en Æres-Oscar for sin kreative pionerindsats indenfor filmfarcen.

### Film om Gøg og Gokke
Gøg og Gokke er en britisk-amerikansk-canadisk biografisk dramakomediefilm fra 2018 instrueret af Jon S. Baird. Filmen handler om komikerne Oliver Hardy og Stan Laurel, i Danmark bedre kendt som Gøg og Gokke.